# Pendant que…
Pistes de Gilles Vigneault chante et récite
Ballade de l'hiver Zidor le prospecteur
Pendant que… est une chanson écrite et interprétée par Gilles Vigneault, sortie en 1963

## Historique
Pendant que… sort dans le deuxième album de Gilles Vigneault, intitulé Gilles Vigneault chante et récite.
 Les Compagnons de la chanson et Monique Leyrac reprennent la chanson en 1966. L'actrice et chanteuse française Danielle Darrieux la reprend à son tour en 1967. Plus récemment, Pendant que a été repris par Marie-Mai et Fred St-Gelais en 2006, ou encore par Louis-Jean Cormier en 2018.
Cette chanson est considérée comme l'une des plus populaires de son auteur, comme « un de ses grand airs » : « Très vite, elle est adoptée par le public québécois et on la retrouvera sur plusieurs autres albums du prolifique chanteur. D’ailleurs, plus de cinquante ans après sa création, elle demeure présente dans la mémoire et le cœur de tous ».
Son titre a été donné à un documentaire en onze parties sur Gilles Vigneault.

## Thématique
Il s'agit d'une chanson d'amour. Pour l'écrivain Roger Fournier, 

« Sa plus belle chanson, selon moi, reste l'une des plus simples :
Pendant que les bateaux font l'amour et la guerre
Moi, Moi je t'aime, moi, moi, je t'aime. »